# Rosens namn
Rosens namn (italienska: Il nome della rosa), är Umberto Ecos debutroman, utgiven på italienska 1980, på svenska 1983 (Brombergs bokförlag). Rosens namn kan sägas vara på samma gång en filosofilektion, religionshistorisk genomgång, deckare och språkkurs. Den väckte stor uppmärksamhet när den kom, inte minst eftersom den kan uppfattas som en allegori, men frågan är över vad. Boken ställer stora krav på läsaren, bland annat eftersom den innehåller många latinska citat.

## Synopsis
Året är 1327. Den unge benediktinermunken Adso från Melk och hans tillfällige franciskanske läromästare William av Baskerville kommer till ett kloster i Norditalien, där en av munkarna nyligen dött under mystiska omständigheter. William följer ledtrådarna och försöker resonera logiskt med hänvisning till Aristoteles, Thomas av Aquino och Roger Bacon. Fler och fler munkar dör emellertid, och det står snart klart att någon hemlighet i klostrets stängda bibliotek har med saken att göra. Utredningen kompliceras av att Bernard Gui, utsänd av inkvisitionen, inte utreder brotten lika grundligt som William.

## Teman och allusioner
Rosens namn har beskrivits som en postmodernistisk roman som på samma gång är ett deckarmysterium och ett semiotiskt mysterium. Umberto Eco var professor i semiotik och just språk och att tolka tecken är ett framträdande tema i Rosens namn. Litterära anspelningar görs framförallt på Arthur Conan Doyle och Jorge Luis Borges. Huvudpersonen William av Baskerville, vars namn alluderar på Baskervilles hund, är en medeltida inkarnation av Sherlock Holmes och Adso anspelar på Holmes följeslagare Doktor Watson. I romanen förekommer även den blinde och lärde munken Jorge av Burgos som anspelar på den argentinske författaren Jorge Luis Borges. Rosens namn delar Borges förkärlek för metafysiska mysterier och deckarhistorier som metaforer för filosofi, konst, historia och livet själv samt Borges fascination för manuskript, böcker, kartor och obegripliga språk. Liksom i många av Borges berättelser är labyrinter, bibliotek och speglar framträdande inslag i Rosens namn. Den gåtfulla titeln på romanen ges ingen förklaring utan är öppen för mångtydiga tolkningar av läsaren.

## Adaptioner

### Filmen
Filmen från 1986 har Sean Connery som William av Baskerville, Christian Slater som Adso, och följer boken relativt nära. Det är dock en något klassisk deckare som fokuserar huvuddelen av handlingen på vem som ligger bakom dödsfallen i klostret, med några kritiska nidbilder av inkvisitionen och medeltidens katolska dogmatiska samhälle.

### TV-serien
År 2019 kom en TV-serie i åtta delar som en europeisk samproduktion. I denna gör John Turturro rollen som William, medan Damian Hardung spelar Adso. Då serien har betydligt längre tidspann ges möjlighet att utveckla de olika nivåerna av samhällskritik och den medeltida världsliga kontra kyrkliga makten och dess slitningar från Ecos roman. Även en rad gestalter som uteblev från filmen, som novisen Benno från Uppsala, introduceras åter. Trots det är handlingen en något friare tolkning av boken och de underliggande seriemorden i klostret agerar närmast som narrativ ram för handlingen. Williams karaktär är också närmare bokens ganska öppna appropriering av arketypen Sherlock Holmes, med bistra cyniska replikskiften och bristande social kompetens, och Bernard Gui - i likhet med boken - mer av en inkompetent karriäristisk byråkrat snarare än demonisk inkvisitor. Serien ger också stort utrymme till bakgrunden med Fra Dolcino och dennes reformrörelse, som endast nämns förbigående i filmen, inklusive introduktion av nya karaktärer.